# La Coronilla
La Coronilla es una localidad balnearia del departamento de Rocha, Uruguay. 

Playas de La Coronilla

## Geografía
Se encuentra ubicada a orillas del océano Atlántico, a 314 kilómetros de la capital del país, Montevideo, y a 25 kilómetros de la ciudad de Chuy en la frontera con Brasil.
Estratégicamente ubicada a escasos kilómetros de otros sitios de interés del departamento de Rocha como el parque nacional de Santa Teresa y Punta del Diablo, La Coronilla tiene importantes atractivos turísticos que van desde sus hermosas playas hasta su variada oferta hotelera, pasando por la actividad pesquera y la tranquilidad de su entorno.
Características son las Islas de La Coronilla, ubicadas en la costa del Atlántico.

## Origen del nombre
La denominación proviene de los amplios bosques de coronillas que se extendían por las costas del Océano Atlántico, desde la Fortaleza de Santa Teresa hacia el norte. Particularmente, existía un gran bosque milenario de coronillas en el Cerro Verde, un promontorio con mucha historia que penetra en el mar. En el lugar aún se hallan con facilidad troncos y ramas fosilizadas de esta especie vegetal. Dos islas, que se hallan frente a esta punta, son conocidas por el nombre de Islas de La Coronilla.

## Historia
Alrededor del siglo XV, la tierra donde hoy se ubica La Coronilla era habitada por indios y las costas frecuentadas por piratas, que dejaron cerritos y embarcaciones hundidas como prueba, respectivamente. Hasta el siglo XIX la zona no tuvo un desarrollo importante.
Recién en 1863 se inició el proceso fundacional con la llegada de los primeros colonos de la colonia agrícola Santa Teresa, manejada por contratistas y autoridades del gobierno uruguayo. La localidad tenía el objetivo de ser el centro poblado y de servicios para un puerto de aguas profundas que se proyectaba construir en la zona. Así lo estableció Orestes Araújo en 1912 en su Diccionario Geográfico del Uruguay. Las obras proyectadas, además del puerto, incluían una gran infraestructura que implicaría ferrocarriles, canales y carreteras que unirían el Oeste con el Este de Uruguay.
Entre el 3 y el 6 de julio de 1897 la Cámara de Representantes se reunió para analizar el proyecto presentado en 1892 por Eduardo Cooper y Cía. El 3 de julio se le dio lectura al informe elevado por el presidente Juan Idiarte Borda y por el Senado sobre la propuesta de Cooper y el 6 se discutió. Las obras del puerto comenzaron a realizarse, luego de que el poder ejecutivo aprobara presupuesto para las mismas, pero un accidente terminó con la vida de uno de los ingenieros y los trabajos fueron suspendidos indefinidamente. Con el tiempo, los pobladores afrontaron dificultades, y sintieron el abandono de las autoridades, que no atendían sus proyectos y reclamos. El medio no les proporcionaba elementos básicos para la subsistencia. La colonia agrícola se fue extinguiendo lentamente.
A fines del siglo XIX se anuló la colonia agrícola y el denominado rancherío "Gervasio" sobrevivió hasta el amanzanamiento del balneario "Las Maravillas" por parte de Leopoldo Fernández Tuñón, próspero comerciante de origen asturiano, establecido en Chuy en la primera década del siglo XX. En 1908 se diseñó el balneario en predios cedidos por Fernández, con un centro urbano, escuela y una sucursal del comercio del propio Fernández. En homenaje a Fernández, la calle principal del pueblo lleva su nombre.
Hacia 1910, con financiación estadounidense e impulsado por el empresario y exministro de Fomento Juan Castro, se proyectó un ferrocarril trans-uruguayo que cruzaría el país en diagonal desde la punta de La Coronilla, en la costa oriental, hasta Santa Rosa del Cuareim en el extremo noroeste. Este trazado habría dado otra dirección a la integración del interior del país. La ruta empalmaría con la red brasileña en Cuareim y con Argentina en Monte Caseros. La concesión de la obra fue otorgada por el plazo de 60 años al general Edward O´Brien. La obra nunca llegó a concretarse.
En 1928 abrió uno de los hitos principales del balneario, la carnicería Capacho, que, junto a la provisión de Hugo Sena, fueron auténticos referentes locales. En 1935 se inauguró el primer hotel, Las Maravillas. El "complejo hotelero" siguió desarrollándose a lo largo de 40 años. En 1941 abrió el Parador La Coronilla (actualmente Parque Oceánico). En 1951 se lo declaró balneario turístico y se le denominó "La Coronilla". En 1958 se inauguró el hotel Costas del Mar y en 1960 el hotel Rivamar. En 1968 abrió el Mesón Las Cholgas. Finalmente, en 1976, abrió el hotel y restaurante Gure Etxe, luego llamado por sus nuevos dueños Castelo a Mare.
Durante los años 1960 y 1970 en el hotel Costas del Mar funcionó un casino y una discoteca. La Coronilla se había posicionado como un lugar de referencia turística para la temporada de verano, tanto para los uruguayos como para visitantes de otros países de la región, fundamentalmente de Argentina, Brasil y Paraguay.
El esplendor del balneario fue decayendo a partir de la década de 1980, cuando a instancias del gobierno cívico-militar que rigió los destinos de Uruguay entre 1973 y 1985 se amplió la cuenca del Canal Andreoni, efluente de importantes cantidades de agua dulce de los bañados cercanos al mar, disminuyendo así la calidad del agua de las playas de la zona. En el centro del pueblo la construcción se detuvo casi por completo. Varios hoteles cerraron para reabrir más tarde con menos servicios y comodidades y la gente tuvo que buscar métodos alternativos de supervivencia, muchos de ellos relacionados con la frontera. El 13 de noviembre de 1990 La Coronilla recibió el golpe de muerte: justo antes del inicio de la temporada, un temporal de lluvias dejó el balneario inundado, y la playa cubierta de camalotes, árboles, deshechos y animales muertos. En junio de 2005 hubo grandes inundaciones que prácticamente dejaron a La Coronilla aislada. La situación fue tan dramática que las fuerzas vivas locales sintieron la paciencia colmada. En la actualidad, si bien las condiciones generales se han visto mejoradas, el balneario enfrenta una situación de difícil laudo, ya que la ciudad oceánica se ha visto convertida en un criadero de caballos que conviven, a veces no tan armoniosamente, con los turistas visitantes que son recibidos más que con la brisa marina, con los efluvios del orín y estiércol equino, con la aparente complacencia de las autoridades que, echando en saco roto los innumerables reclamos, apelan a la existencia de una pretendida ola tradicionalista para no intervenir frente al incremento del rodeo caballar. Las delicias de la paz, la tranquilidad y la vida náutica truecan en desmedro de la feliz convivencia, donde parecen prevalecer los espurios intereses de unos pocos, los vericuetos económicos y el peculiar amiguismo rochense.

## Actualidad
En 2004 la Comisión de Turismo pidió prestada una retroexcavadora a una empresa arrocera para la limpieza de las playas. El verano siguiente se repitió la limpieza. En 2006, debido a la sequía, los productores de arroz de la cuenta de la Laguna Merín bombearon todo el excedente de agua que iba a los canales de nuevo a los cultivos. Dado que el mar estaba entrando al Canal Andreoni y llegando a los arrozales, se construyó un muro de tierra y bolsas de arena de un metro y medio de altura para bloquear el canal. Diez días después los habitantes de La Coronilla se encontraron con que su playa estaba totalmente limpia, con las arenas blancas y el agua verde.
El 6 de julio de 2004 se aprobó la obra conocida como "Variante 2001". La Variante 2001 consta de cuatro etapas (subdivididas en dos o tres subetapas cada una de ellas), que en total llevarían dos años y medio de trabajos, y que tendrían un costo de unos diez millones de dólares. Una vez terminadas las obras, la mayor parte de las aguas excedentes retomarían sus cursos naturales, vía el Arroyo San Luis hasta la Laguna Merín. El Canal Andreoni volvería a ser un pequeño curso de agua.
En febrero de 2006 el ministro de Transporte y Obras Públicas, Víctor Rossi, se comprometió con los vecinos de la zona a impulsar las obras. En 2008 comenzaron algunos movimientos de tierra, pero pronto se detuvieron. El 20 de diciembre de 2008 la playa de La Coronilla fue certificada como playa natural oceánica en función del trabajo de limpieza conjunto de los pobladores y Comisión de Turismo La Coronilla/Rocha. En febrero de 2009 se volvió a vivir un episodio de lluvias importante y el desborde del Canal Andreoni, con el consecuente daño a la playa. El gobierno volvió a comprometerse a acelerar el cumplimiento de las obras.
En 2004 la Asociación Karumbé creó el primer Centro de Tortugas Marinas del Uruguay, que se ubica al lado del mar al final de la avenida Leopoldo Fernández Tuñón. El mismo se encuentra abierto de diciembre a abril de cada año.
A sus enormes potencialidades turísticas se debe agregar el amable talante de las gentes, dispuestas a hacer de la visita de los turistas una experiencia inolvidable.

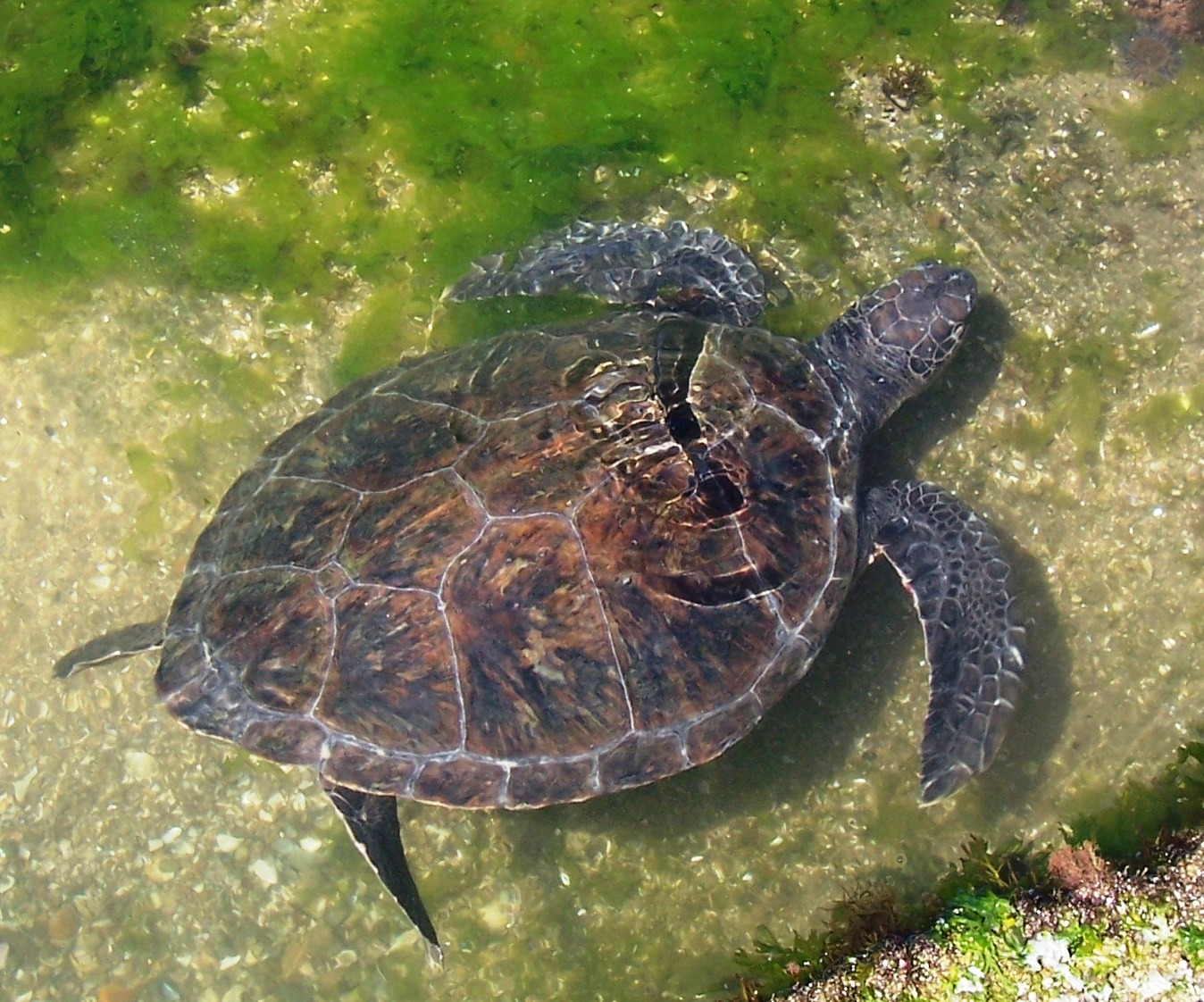
Tortuga verde